# Onthophagus jacobeus
Onthophagus jacobeus är en skalbaggsart som beskrevs av Antoine Boucomont 1924. Onthophagus jacobeus ingår i släktet Onthophagus och familjen bladhorningar. Inga underarter finns listade i Catalogue of Life.